# Кунгурское городское четырёхклассное училище
Кунгурское городское четырёхклассное училище — образовательное учреждение дореволюционного Кунгура.

## История
История кунгурского училища начинается ещё в XVIII в., когда в 1789 г. в Кунгуре начало работать малое народное училище, размещавшееся в построенном из камня доме купца 1-й гильдии В. Е. Юхнева. Он же пожертвовал в фонд училища 100 рублей. В этом училище обучалось 46 детей возрастом 7-12 лет, а содержание училища и зарплата учителя в 150 рублей в год проводило кунгурское городское общество. Попечительство над учебным заведением взял на себя городничий Остермейер.
Здание училища сгорело в 1809 г., но само оно продолжало функционировать. В 1812 г. приготовительные классы при училище были преобразованы в Кунгурское приходское училище, в 1816 г. городское училище стало двухклассным, а в 1835 г. — трёхклассным.
Кунгурский купец 1-й гильдии С. О. Фоминых предоставил для трёхклассного и приходского училищ каменный двухэтажный дом. Этот дом, находившийся на усадьбе на углу улиц Песчаной и Киттарской, был им специально для этой цели приобретён у наследников купца Стафеева за 3714 рублей серебром. Позже, в 1860-е гг., другой кунгурский купец Григорий Кириллович Кузнецов, купил у мещан Андрюковых соседствовавший с училищем дом, который приспособил для занятий и присовокупил к училищной усадьбе.
9 октября 1881 г. Городская Дума Кунгура с согласия уездного земства постановила преобразовать трёхклассное училище в четырёхклассное. В 1893 г. поднимался вопрос о снесении старых зданий училища и постройке нового, но он не был решён положительно. В 1894 г. почётный гражданин Кунгура Кузнецов Александр Григорьевич ассигновал 10 тысяч рублей для постройки здания училища, положив эти деньги под проценты в банк Фоминых. Комиссия при Городской Думе признала, что старое здание подлежит сносу, а на его месте следует возвести новое с соблюдением всех тогдашних санитарных норм. Комиссия рекомендовала городскому обществу купить участок Т. В. Фоминской и на нём возвести новое строение. В том же году 30 ноября 1894 г. Кунгурская Городская Дума рассмотрела проект и смету нового здания для Городского училища, разработанные архитектором И. И. Мартемьяновым.
В 1896 г. городским училищем для этой цели выделило 3 тысячи рублей, уездное земство — ещё 1 тысячу рублей. Общая сумма вместе с вкладом А. Г. Кузнецова достигала 15 тысяч рублей. В конце следующего 1897 г. Т. В. Фоминская предоставила городскому обществу свою усадьбу с двухэтажным домом по улице Киттарской рядом с училищем. С другой стороны училища усадебное место, принадлежавшее кунгуряку Зырянову, приобрёл купец 2-й гильдии Н. И. Ковалев и также пожертвовал для училища. Это позволило организовать школьный двор, хозяйственный двор, а также разбить сад.
В 1897 г. из-за увеличения числа учащихся в Городском училище открылись параллельные классы. В 1898 году здание Кунгурского Городского училища было отремонтировано: установлены новые печи, в некоторых комнатах были заменены полы, покрашены оконные откосы, стены и двери, на одном из двух зданий была заново перекрыта железная крыша.
Новое здание было заложено в мае 1900 г. и было приурочено в память коронования Николая Александровича и Александры Фёдоровны.
Выделенной суммы не хватало: в 1901 г. на строительство уже было израсходовано 45 тысяч рублей. 25 октября 1902 г. Городская дума решила занять у Городского общественного банка 10 тысяч рублей на достройку училища, но такой суммой банк не располагал, и необходимые средства в сумме 9765 рублей были заняты под 4 % годовых. Всего же постройка здания училища обошлась в 76086 руб. 18 коп.
Новое здание было рассчитано на 450 учеников в 4 основных и 4 приготовительных классов. Оно располагало девятью просторными классами: восемь обычных комнат с партами системы Эрисмана и Акбройта и одна комната для рисования. Системы вентиляции и отопления здания были лучшими в Кунгуре. Здание имело рекреационный зал, два коридора вдоль всего здания. Для учительской, библиотеки, приемной врача, комната архива, жилое помещение инспектора училища были предусмотрены отдельные комнаты, организованы тёплые туалеты. Комнаты для служителей училища были оборудованы в подвале здания. Весной и осенью 1905 года в саду при училище были высажены деревья и кусты.
Финансовое положение училища не было безоблачным: в 1910 г. зданию потребовался дорогостоящий ремонт, весной 1911 г. наводнение Сылвы и Ирени причинило училищу большой ущерб, у училища были обнаружены большие недоимки на сумму около 2,6 тысячи рублей. В итоге 8 июля 1914 г. Министр Народного просвещения выпустил постановление № 37619, по которому Кунгурское городское четырёхклассное училище преобразовывалось в Высшее начальное училище. Государственная казна брала на себя содержание четырёх основных классов, а параллельные классы должны были финансироваться городом и земством. С 19 июня 1915 г. по распоряжению Министра Народного просвещения графа Игнатьева П. Н. Кунгурское Высшее начальное училище стало двухкомплектным и было полностью принято на баланс казны.
С началом Первой мировой войны 27 сентября 1914 г. Городское училище покинуло своё здание и разместилось в помещениях уездных Мужского, Женского, Технического и Реального училищ, а в здании расположились казармы четырёх рот 153-го запасного пехотного полка, солдаты которого причинили зданию значительный ущерб. Здание также сильно пострадало в результате боевых действий периода Гражданской войны и к началу 1920-х гг. было полуразрушено. Оно было муниципализировано и использовалось для размещения различных учебных заведений. Во время Великой Отечественной войны в здании с 10.VII.44 по 1.IX.45 находился эвакогоспиталь № 1720. Во второй половине XX века здание со стороны северного фасада было увеличено трёхэтажным пристроем. Ныне здесь находится кунгурская школа № 10.
20 мая 1993 г. по решению № 683 Малого Совета Пермского Облсовета здание бывшего Городского четырёхклассного училища было принято на государственную охрану в качестве памятника архитектуры.